# Wenrohronon

Territori wenro el 1630

Els wenrohronon o wenro eren un poble amerindi de llengua iroquesa poc conegut, que originàriament vivia a l'actual Nova York occidental i al nord-oest de Pennsilvània. Sembla que havien habitat la vall superior del riu Allegheny, entre els territoris de la nació Seneca i la nació Neutral.
Els wenro foren registrats pel missioner franciscà Joseph de la Roche Daillon el 1627, que els va trobar en el jaciment d'Oil Springs. Daillon assenyala l'ús per part de la tribu del petroli cru (llavors una substància en gran part desconeguda) com a presumpta medicina. Un desencontre amb els seus antics aliats, els neutrals, va fer impossible als wenros resistir als seus enemics des de feia molt de temps, els iroquesos. Junt amb la nació Neutral i els eries, els wenro foren finalment conquerits per les nacions de la Confederació Iroquesa durant la Guerra del Castor del segle xvii.
Els supervivents foren assimilats a les nacions victorioses. La majoria foren absorbits per la nació Seneca, els descendents dels quals habiten el territori avui. Els supervivents foren exiliats entre el territori dels hurons.

## Llengua
El wenrohronon era una llengua iroquesa i, com a tal, relacionada amb el susquehannock, wyandot, erie i scahentoarrhonon.